# 2024年世界水泳選手権ブルネイ選手団
2024年世界水泳選手権ブルネイ選手団は、2024年2月2日から2月18日までカタールのドーハで開催された第21回世界水泳選手権のブルネイ選手団、およびその競技結果。

## 選手団
- 人員: 選手 3人

## 選手名簿・結果
| 選手             | 種目           | 予選      | 予選 | 準決勝   | 準決勝   | 決勝     | 決勝     |
| 選手             | 種目           | 結果      | 順位 | 結果     | 順位     | 結果     | 順位     |
| ---------------- | -------------- | --------- | ---- | -------- | -------- | -------- | -------- |
| ハジク・サミル   | 男子50m自由形  | 25秒72    | 85位 | 予選敗退 | 予選敗退 | 予選敗退 | 予選敗退 |
| ハジク・サミル   | 男子100m自由形 | 55秒36    | 88位 | 予選敗退 | 予選敗退 | 予選敗退 | 予選敗退 |
| ジーク・チャン   | 男子100m背泳ぎ | 1分00秒49 | 50位 | 予選敗退 | 予選敗退 | 予選敗退 | 予選敗退 |
| ジーク・チャン   | 男子200m背泳ぎ | 2分12秒94 | 33位 | 予選敗退 | 予選敗退 | 予選敗退 | 予選敗退 |
| ヘイリー・ウォン | 女子100m自由形 | 1分03秒49 | 65位 | 予選敗退 | 予選敗退 | 予選敗退 | 予選敗退 |
| ヘイリー・ウォン | 女子100m平泳ぎ | 1分20秒28 | 49位 | 予選敗退 | 予選敗退 | 予選敗退 | 予選敗退 |